# Zodion auricaudatum
Zodion auricaudatum är en tvåvingeart som beskrevs av Samuel Wendell Williston  1892. Zodion auricaudatum ingår i släktet Zodion och familjen stekelflugor. Inga underarter finns listade i Catalogue of Life.